# Port lotniczy Ataq
Port lotniczy Ataq – międzynarodowy port lotniczy położony w mieście Ataq, w Jemenie.